# Образование във Варна
Образователните институции в гр. Варна са представени от висши училища, профилирани и професионални гимназии, средни общообразователни и основни училища, детски градини и детски ясли.

## Висше образование
Варна е университетски град с 8 висши училища (вкл. 4 колежа), в които се обучават над 30 000 студенти.
Държавни вузове:
- Икономически университет
- Висше военноморско училище „Никола Вапцаров“
- Медицински университет „Проф. П. Стоянов“
- Технически университет
- Колеж по туризъм към ИУ – Варна
- Медицински колеж
- Колеж в структурата на ТУ – Варна
- Професионален старшински колеж

Частни вузове:
- Варненски свободен университет „Черноризец Храбър“
- Висше училище по мениджмънт
- Частен професионален Иком колеж

## Средно образование
Профилирани гимназии:
- Първа езикова гимназия – английски и немски език
- Математическа гимназия „Д-р Петър Берон“ Архив на оригинала от 2006-01-07 в Wayback Machine. – математика, физика, софтуерни науки и чужди езици
- Природоматематическа гимназия „Акад. Методи Попов“ – математика, информатика и информационни технологии, биология и химия, чужди езици
- Четвърта езикова гимназия „Фредерик Жолио-Кюри“ – френски и испански език
- Гимназия с преподаване на чужди езици „Йоан Екзарх“ (Пета езикова гимназия) – английски, немски и френски език
- Национална гимназия за хуманитарни науки и изкуства „Константин Преславски“ – български език и литература, история, география, съдебна администрация ,изобразително изкуство, хореография (български народни танци, класически танци), музика (народно пеене, кавал, гайда, тамбура, гъдулка и пиано)
- Седмо средно общообразователно училище „Найден Геров“ – информационни технологии, математика, английски, руски и немски език
- VIII СУЕО „Ал. Пушкин“ – руски, английски, немски, френски и италиански език

Професионални гимназии:
- Професионална гимназия по строителство, архитектура и геодезия „Васил Левски“
- Професионална гимназия по горско стопанство и дървообработване „Николай Хайтов“
- Професионална гимназия по текстил и моден дизайн
- Професионална техническа гимназия Архив на оригинала от 2008-08-03 в Wayback Machine.
- Професионална гимназия по електротехника
- Професионална гимназия по икономика „Д-р Иван Богоров“
- Варненска търговска гимназия „Г. С. Раковски“
- Професионална гимназия по туризъм „Проф. д-р Асен Златаров“
- Варненска морска гимназия „Св. Николай Чудотворец“
- Професионална гимназия по химични и хранително-вкусови технологии „Дмитрий Иванович Менделеев“ Архив на оригинала от 2012-04-20 в Wayback Machine.

Частни гимназиии:
- Частна гимназия по информационни технологии и обществени комуникации „Антоан дьо Сент-Екзюпери“ – информационни технологии, западни езици, обществени комуникации
- Частна езикова гимназия с изучаване на чужди езици „Джордж Байрон“ – западни езици

Частни професионални гимназиии:
- Частна търговска гимназия
- Частна професионална гимназия по управление на туризма „Константин Фотинов“ Архив на оригинала от 2016-10-10 в Wayback Machine.

Средни общообразователни училища:
- СОУ „Любен Каравелов“
- СОУ „Гео Милев“
- СОУ „Васил Друмев“
- СОУ „Елин Пелин“
- СОУ „Пейо Крачолов Яворов“
- СОУ „Свети Климент Охридски“
- I СОУ „Димчо Дебелянов“
- II СОУ „Неофит Бозвели“
- Национално училище по изкуствата „Добри Христов“
- Спортно училище „Георги Бенковски“

Частни средни общообразователни училища:
- Частно средно училище „Мечтатели“

## Основно и начално образование
Основни училища:
- ОУ „Антон Страшимиров“ Архив на оригинала от 2007-02-02 в Wayback Machine.
- ОУ „Васил Априлов“
- ОУ „Георги Сава Раковски“
- ОУ „Добри Чинтулов“
- ОУ „Захари Стоянов“
- ОУ „Иван Вазов“ Архив на оригинала от 2018-03-31 в Wayback Machine.
- ОУ „Св. Иван Рилски“
- ОУ „Йордан Йовков“
- ОУ „Константин Арабаджиев“
- ОУ „Капитан Петко войвода“
- ОУ „Отец Паисий“
- ОУ „Панайот Волов“
- ОУ „Св. Патриарх Евтимий“
- ОУ „Петко Рачев Славейков“
- ОУ „Св. св. Кирил и Методий“
- ОУ „Стефан Караджа“
- ОУ „Стоян Михайловски“
- ОУ „Христо Ботев“
- ОУ „Цар Симеон І“
- ОУ „Черноризец Храбър“
- ОУ „Алеко Константинов“
- III ОУ „Ангел Кънчев“
- ОУ „Никола Йонков Вапцаров“
- ОУ „Васил Друмев“

Начални училища:
- НУ „Васил Левски“ Архив на оригинала от 2018-05-07 в Wayback Machine.

Частни основни училища:
- „Малкият Принц“
- „Талант“ Архив на оригинала от 2018-05-17 в Wayback Machine.

## Предучилищно образование
Детски градини:
- ОДЗ № 1 „Маргаритка“
- ОДЗ № 2 „Д-р Петър Берон“
- ОДЗ № 4 „Чайка“
- ОДЗ № 5 „Славейче“
- ОДЗ № 6 „Палечко“
- ОДЗ № 8 „Лястовичка“
- ОДЗ № 10 „Приказка“
- ОДЗ № 11 „Детски свят“
- ОДЗ № 12 „Първи юни“
- ОДЗ № 13 „Детска радост“
- ОДЗ № 14 „Дружба“
- ОДЗ № 15 „Морска звездица“
- ОДЗ № 16 „Българче“
- ОДЗ № 24 „Иглика“
- ОДЗ № 25 „Люляче“
- ЦДГ № 1 „Светулка“
- ДГ № 37 „Пламъче“
- ЦДГ № 3 „Детско градче“
- ЦДГ № 4 „Теменужка“
- ЦДГ № 5 „Слънчо“
- ЦДГ № 7 „Изворче“
- ЦДГ № 8 „Христо Ботев“
- ЦДГ № 12 „Пинокио“
- ЦДГ № 13 „Звездичка“
- ЦДГ № 14 „Успех“
- ЦДГ № 15 „Гълъбче“
- ЦДГ № 16 „Александър Сергеевич Пушкин“
- ЦДГ № 17 „Валентина Терешкова“
- ЦДГ № 21 „Калина Малина“
- ЦДГ № 28 „Карамфилче“
- ЦДГ № 30 „Мечо Пух“
- ЦДГ № 32 „Моряче“
- ЦДГ № 35 „Незабравка“
- ЦДГ № 36 „Слънчева дъга“
- ЦДГ № 38 „Ян Бибиян“
- ЦДГ № 39 „Звънче“
- ЦДГ № 40 „Щастливо детство“
- ЦДГ № 42 „Мир“
- ЦДГ № 43 „Синчец“
- ЦДГ № 44 „Крилатко“
- ЦДГ № 45 „Пролет“
- ЦДГ № 46 „Горска приказка“
- ДГ № 9 „Ален мак“
- ДГ № 20 „Бриз“
- ДГ № 25 „Златно зрънце“
- ДГ № 33 „Делфинче“
- ДГ № 45 „Морски свят“

Частни детски градини:
- Частна целодневна детска градина „Малкият принц“
- Частна целодневна детска градина „Цветни песъчинки“
- Частна целодневна детска градина „Мелита“
- Частна детска градина „Аз съм българче“
- Частна детска градина „Д-р Мария Монтесори“
- Частна детска градина „Мечтатели“
- Частна детска градина „Приятели“
- Частна детска градина „Чебурашка“

Детски ясли:
- ДЯ № 2 „Проф. Асен Златанов“
- ДЯ № 3 „Зайо Байо“
- ДЯ № 4 „Приказен свят“
- ДЯ № 5 „Михаил Иванов“
- ДЯ № 7 „Роза“
- ДЯ № 8 „Щурче“
- ДЯ № 9 „Детелина“
- ДЯ № 11 „Иглика“
- ДЯ № 13 „Русалка“
- ДЯ № 14 „Звънче“
- ДЯ „Чайка“
- ДЯ „Средец“

## Извънкласна дейност
Извънкласната дейност се осъществява от следните институции:
- Общински детски комплекс
- Младежки дом Архив на оригинала от 2007-02-16 в Wayback Machine.
- Астрономическа обсерватория и планетариум „Н.Коперник“

Контролен орган на Министерството на образованието и науката:

## Закрити училища
- Френски колеж „Свети Михаил“ – мъжко католическо училище, закрито през 1934 г.
- Френски колеж „Свети Андрей“ – девическо католическо училище (по-късно смесена реална гимназия), закрито през 1948 г.